# Xarrë
Xarrë è una frazione del comune di Konispol in Albania (prefettura di Valona).
Fino alla riforma amministrativa del 2015 era comune autonomo, dopo la riforma è stato accorpato, insieme all'ex-comune di Markat a costituire la municipalità di Konispol.

## Località
Il comune era formato dall'insieme delle seguenti località:
- Xarre
- Mursi
- Shkalle
- Vrin